# ماسايتو سوزوكي
ماسايتو سوزوكي (باليابانية: 鈴木 正人) (مواليد 22 أبريل 1971)، هو لاعب كرة قدم سابق كان يلعب كمهاجم.